# Munnur
Munnur é uma vila no distrito de Dakshina Kannada, no estado indiano de Karnataka.

## Demografia
Segundo o censo de 2001, Munnur tinha uma população de 8035 habitantes. Os indivíduos do sexo masculino constituem 48% da população e os do sexo feminino 52%. Munnur tem uma taxa de literacia de 77%, superior à média nacional de 59,5%: a literacia no sexo masculino é de 82% e no sexo feminino é de 73%. Em Munnur, 12% da população está abaixo dos 6 anos de idade.